# Ithycerus noveoboracensis
Ithycerus noveoboracensis is een keversoort uit de familie Ithyceridae. De wetenschappelijke naam van de soort is voor het eerst geldig gepubliceerd in 1771 door Foerster.